# Pavare apeirogonală de ordinul 3
În geometrie pavarea apeirogonală de ordinul 3 este o pavare regulată a planului hiperbolic. Este reprezentată de simbolul Schläfli {∞,3}, având trei apeirogoane în jurul fiecărui vârf. Fiecare apeirogon este înscris într-un oriciclu.
Pavarea apeirogonală de ordinul 2 reprezintă un diedru infinit în planul euclidian ca {∞,2}.

## Cercul circumscris apeirogonului

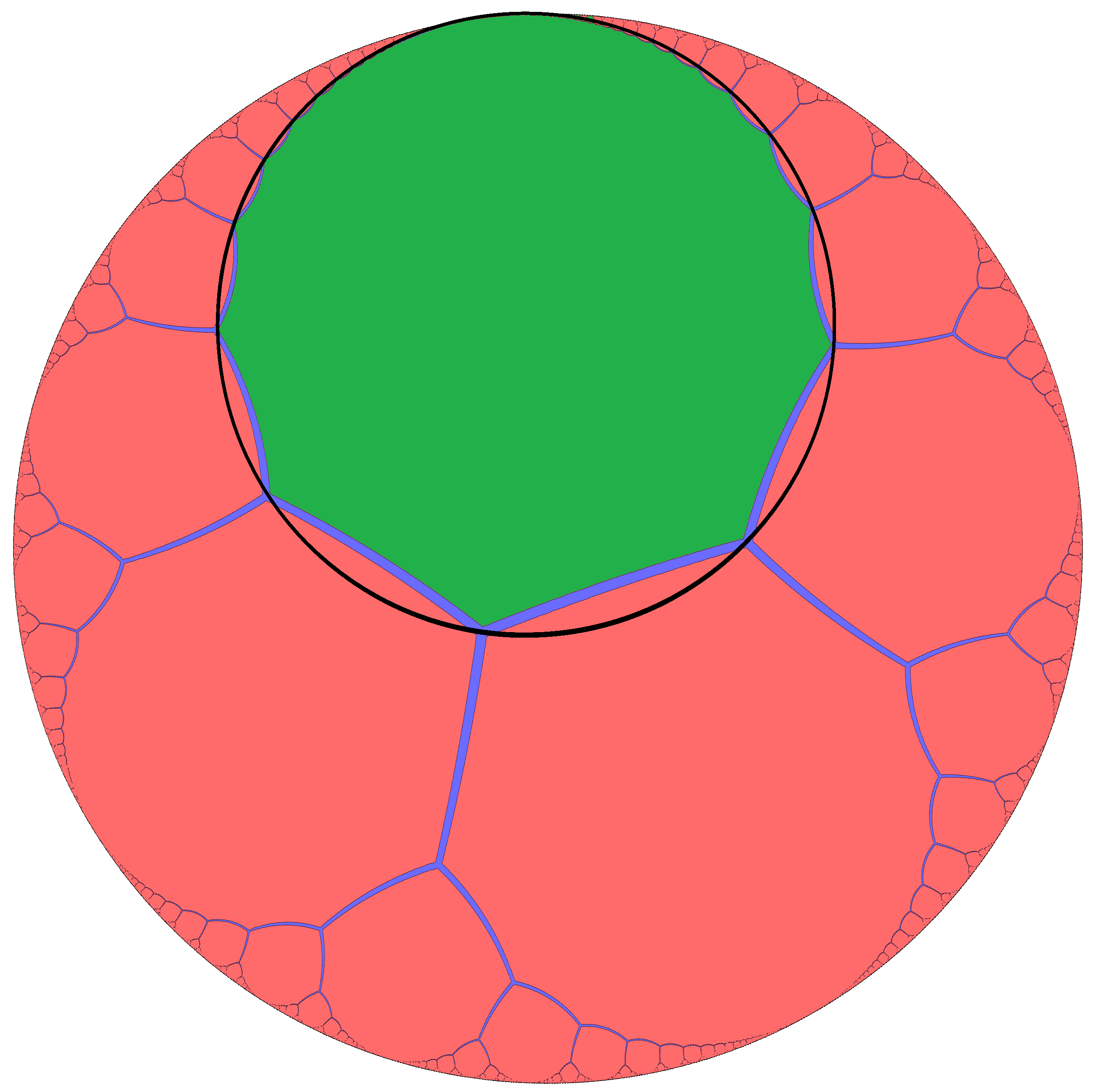

Fiecare față apeirogonală este circumscrisă de un oriciclu, care arată ca un cerc în modelul discului Poincaré, tangent intern la frontiera cercului proiectiv (de la infinit).

## Colorări uniforme
La fel ca la pavările planului euclidian, există 3 colorări uniforme ale pavării apeirogonale de ordinul 3, fiecare pentru domenii de reflexie diferite ale grupului triunghiului⁠(d):
| Regulată                         | Trunchiate    | Trunchiate    | Trunchiate  |
| -------------------------------- | ------------- | ------------- | ----------- |
| · {∞,3} ·                        | · t0,1{∞,∞} · | · t1,2{∞,∞} · | · t{∞[3]} · |
| Grupului triunghiului hiperbolic |               |               |             |
| [∞,3]                            | [∞,∞]         | [∞,∞]         | [(∞,∞,∞)]   |

### Simetrie

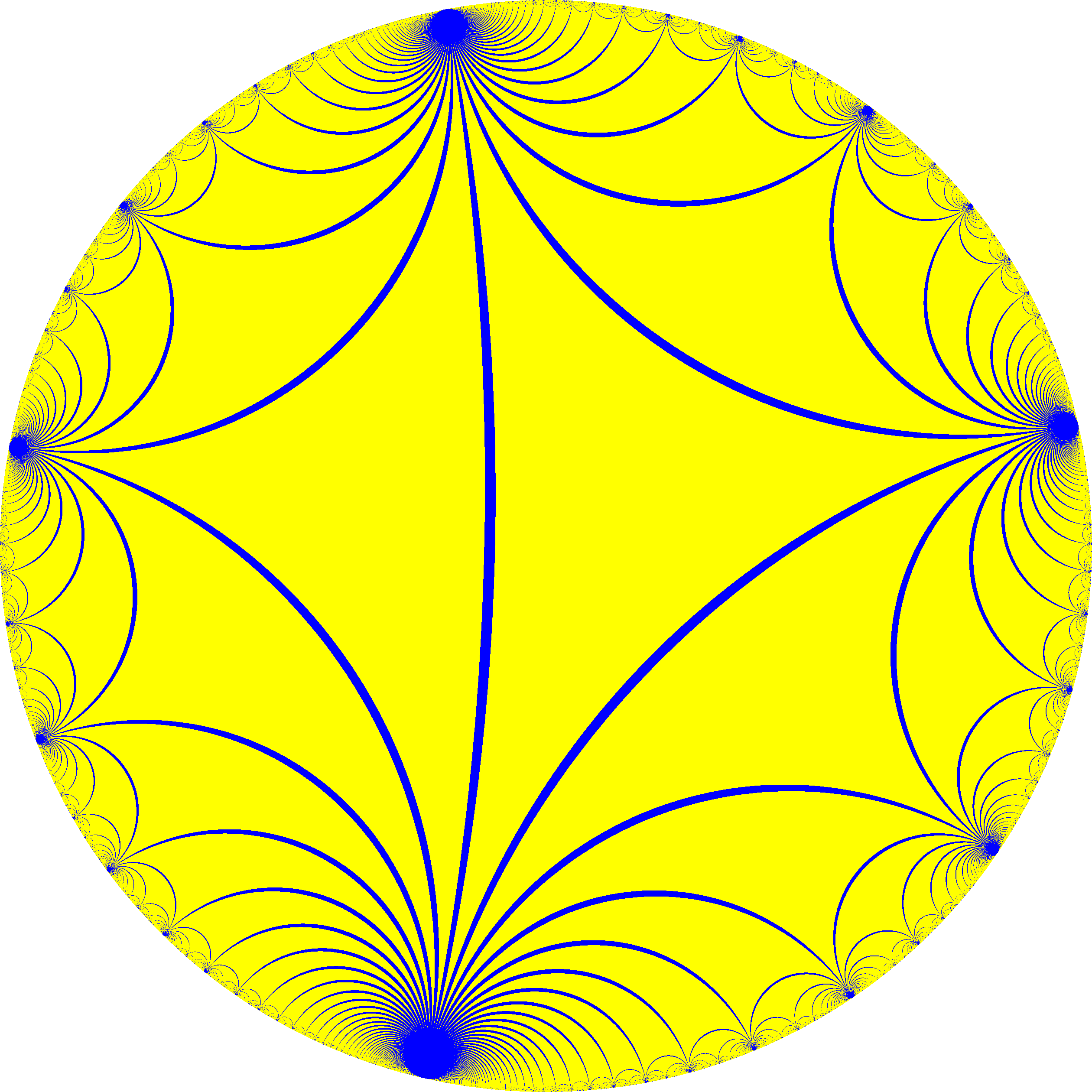
Duala: pavare triunghiulară de ordin infinit

Dualul acestei pavări reprezintă domeniile fundamentale ale simetriei [(∞,∞,∞)] (*∞∞∞). Există 15 subgrupuri de indici mici (7 unice) construite din [(∞,∞,∞)] prin îndepărtarea planelor de oglindire și alternare. Planele de oglindire pot fi eliminate dacă ordinul ramurilor sale este par și se reduce ordinul ramurilor învecinate la jumătate. Îndepărtarea a două plane de oglindire lasă un punct de rotație de ordin pe jumătate unde planele de oglindire îndepărtate se întâlnesc. În aceste imagini domeniile fundamentale sunt colorate alternativ alb-negru, iar planele de oglindire sunt situate la limitele dintre culori. Simetria poate fi dublată ca simetrie ∞∞2 prin adăugarea unui plan de oglindire care împarte în două domeniul fundamental. Împărțirea unui domeniu fundamental de către 3 plane de oglindire creează o simetrie ∞32.
Se construiește un subgrup mai mare [(∞,∞,∞*)], de indice 8, deoarece (∞*∞∞) cu punctele de rotație eliminate devine (*∞∞).
| Subgrupuri ale [(∞,∞,∞)] (*∞∞∞) | Subgrupuri ale [(∞,∞,∞)] (*∞∞∞) | Subgrupuri ale [(∞,∞,∞)] (*∞∞∞) | Subgrupuri ale [(∞,∞,∞)] (*∞∞∞) | Subgrupuri ale [(∞,∞,∞)] (*∞∞∞) | Subgrupuri ale [(∞,∞,∞)] (*∞∞∞) | Subgrupuri ale [(∞,∞,∞)] (*∞∞∞) |
| Indice⁠(d)                       | 1                               | 2                               | 2                               | 2                               | 4                               | 4                               |
| ------------------------------- | ------------------------------- | ------------------------------- | ------------------------------- | ------------------------------- | ------------------------------- | ------------------------------- |
| Diagramă                        |                                 |                                 |                                 |                                 |                                 |                                 |
| Coxeter                         | [(∞,∞,∞)] ·                     | [(1+,∞,∞,∞)] · =                | [(∞,1+,∞,∞)] · =                | [(∞,∞,1+,∞)] · =                | [(1+,∞,1+,∞,∞)] ·               | [(∞+,∞+,∞)] ·                   |
| Orbifold                        | *∞∞∞                            | *∞∞∞∞                           | *∞∞∞∞                           | *∞∞∞∞                           | ∞*∞∞∞                           | ∞∞∞×                            |
| Diagramă                        |                                 |                                 |                                 |                                 |                                 |                                 |
| Coxeter                         |                                 | [(∞,∞+,∞)] ·                    | [(∞,∞,∞+)] ·                    | [(∞+,∞,∞)] ·                    | [(∞,1+,∞,1+,∞)] ·               | [(1+,∞,∞,1+,∞)] · =             |
| Orbifold                        |                                 | ∞*∞                             | ∞*∞                             | ∞*∞                             | ∞*∞∞∞                           | ∞*∞∞∞                           |
| Subgrupuri directe              |                                 |                                 |                                 |                                 |                                 |                                 |
| Indice                          | 2                               | 4                               | 4                               | 4                               | 8                               | 8                               |
| Diagramă                        |                                 |                                 |                                 |                                 |                                 |                                 |
| Coxeter                         | [(∞,∞,∞)]+ ·                    | [(∞,∞+,∞)]+ · =                 | [(∞,∞,∞+)]+ · =                 | [(∞+,∞,∞)]+ · =                 | [(∞,1+,∞,1+,∞)]+ · =            | [(∞,1+,∞,1+,∞)]+ · =            |
| Orbifold                        | ∞∞∞                             | ∞∞∞∞                            | ∞∞∞∞                            | ∞∞∞∞                            | ∞∞∞∞∞∞                          | ∞∞∞∞∞∞                          |
| Subgrupuri rădăcină             |                                 |                                 |                                 |                                 |                                 |                                 |
| Indice                          | ∞                               | ∞                               | ∞                               | ∞                               | ∞                               | ∞                               |
| Diagramă                        |                                 |                                 |                                 |                                 |                                 |                                 |
| Coxeter                         | [(∞,∞*,∞)]                      | [(∞,∞,∞*)]                      | [(∞*,∞,∞)]                      | [(∞,∞*,∞)]+                     | [(∞,∞,∞*)]+                     | [(∞*,∞,∞)]+                     |
| Orbifold                        | ∞*∞∞                            | ∞*∞∞                            | ∞*∞∞                            | ∞                               | ∞                               | ∞                               |

## Poliedre și pavări înrudite
Această pavare este legată topologic ca parte a secvenței de poliedre regulate cu simbolul Schläfli {n,3}.
| Variante de pavări regulate cu simetria *n62: {6,n} | Variante de pavări regulate cu simetria *n62: {6,n} | Variante de pavări regulate cu simetria *n62: {6,n} | Variante de pavări regulate cu simetria *n62: {6,n} | Variante de pavări regulate cu simetria *n62: {6,n} | Variante de pavări regulate cu simetria *n62: {6,n} | Variante de pavări regulate cu simetria *n62: {6,n} | Variante de pavări regulate cu simetria *n62: {6,n} | Variante de pavări regulate cu simetria *n62: {6,n} |
| Sferică                                             | Euclidiană                                          | Pavări hiperbolice                                  | Pavări hiperbolice                                  | Pavări hiperbolice                                  | Pavări hiperbolice                                  | Pavări hiperbolice                                  | Pavări hiperbolice                                  | Pavări hiperbolice                                  |
| --------------------------------------------------- | --------------------------------------------------- | --------------------------------------------------- | --------------------------------------------------- | --------------------------------------------------- | --------------------------------------------------- | --------------------------------------------------- | --------------------------------------------------- | --------------------------------------------------- |
| {6,2}                                               | {6,3}                                               | {6,4}                                               | {6,5}                                               | {6,6}                                               | {6,7}                                               | {6,8}                                               | ...                                                 | {6,∞}                                               |

| Pavări uniforme paracompacte din familia [∞,3] | Pavări uniforme paracompacte din familia [∞,3] | Pavări uniforme paracompacte din familia [∞,3] | Pavări uniforme paracompacte din familia [∞,3] | Pavări uniforme paracompacte din familia [∞,3] | Pavări uniforme paracompacte din familia [∞,3] | Pavări uniforme paracompacte din familia [∞,3] | Pavări uniforme paracompacte din familia [∞,3] | Pavări uniforme paracompacte din familia [∞,3] | Pavări uniforme paracompacte din familia [∞,3] | Pavări uniforme paracompacte din familia [∞,3] |
| Simetrie: [∞,3], (*∞32)                        | Simetrie: [∞,3], (*∞32)                        | Simetrie: [∞,3], (*∞32)                        | Simetrie: [∞,3], (*∞32)                        | Simetrie: [∞,3], (*∞32)                        | Simetrie: [∞,3], (*∞32)                        | Simetrie: [∞,3], (*∞32)                        | [∞,3]+ (∞32)                                   | [1+,∞,3] (*∞33)                                | [1+,∞,3] (*∞33)                                | [∞,3+] (3*∞)                                   |
| ---------------------------------------------- | ---------------------------------------------- | ---------------------------------------------- | ---------------------------------------------- | ---------------------------------------------- | ---------------------------------------------- | ---------------------------------------------- | ---------------------------------------------- | ---------------------------------------------- | ---------------------------------------------- | ---------------------------------------------- |
|                                                |                                                |                                                |                                                |                                                |                                                |                                                |                                                |                                                |                                                |                                                |
|                                                |                                                | · =                                            | · =                                            | · =                                            |                                                |                                                |                                                | = · or                                         | = · or                                         | · =                                            |
|                                                |                                                |                                                |                                                |                                                |                                                |                                                |                                                |                                                |                                                |                                                |
| {∞,3}                                          | t{∞,3}                                         | r{∞,3}                                         | t{3,∞}                                         | {3,∞}                                          | rr{∞,3}                                        | tr{∞,3}                                        | sr{∞,3}                                        | h{∞,3}                                         | h2{∞,3}                                        | s{3,∞}                                         |
| Duale uniforme                                 |                                                |                                                |                                                |                                                |                                                |                                                |                                                |                                                |                                                |                                                |
|                                                |                                                |                                                |                                                |                                                |                                                |                                                |                                                |                                                |                                                |                                                |
|                                                |                                                |                                                |                                                |                                                |                                                |                                                |                                                |                                                |                                                |                                                |
| V∞3                                            | V3.∞.∞                                         | V(3.∞)2                                        | V6.6.∞                                         | V3∞                                            | V4.3.4.∞                                       | V4.6.∞                                         | V3.3.3.3.∞                                     | V(3.∞)3                                        |                                                | V3.3.3.3.3.∞                                   |

| · = · =         | · = · =      | · = · =       | · = · =        | · = · =        | · =              | · =         |
|                 |              |               |                |                |                  |             |
| {∞,∞}           | t{∞,∞}       | r{∞,∞}        | 2t{∞,∞}=t{∞,∞} | 2r{∞,∞}={∞,∞}  | rr{∞,∞}          | tr{∞,∞}     |
| Pavări duale    |              |               |                |                |                  |             |
|                 |              |               |                |                |                  |             |
|                 |              |               |                |                |                  |             |
| V∞              | V∞.∞.∞       | V(∞.∞)2       | V∞.∞.∞         | V∞             | V4.∞.4.∞         | V4.4.∞      |
| Alternări       |              |               |                |                |                  |             |
| [1+,∞,∞] (*∞2)  | [∞+,∞] (∞*∞) | [∞,1+,∞] (*∞) | [∞,∞+] (∞*∞)   | [∞,∞,1+] (*∞2) | [(∞,∞,2+)] (2*∞) | [∞,∞]+ (2∞) |
|                 |              |               |                |                |                  |             |
|                 |              |               |                |                |                  |             |
| h{∞,∞}          | s{∞,∞}       | hr{∞,∞}       | s{∞,∞}         | h2{∞,∞}        | hrr{∞,∞}         | sr{∞,∞}     |
| Duale alternate |              |               |                |                |                  |             |
|                 |              |               |                |                |                  |             |
|                 |              |               |                |                |                  |             |
| V(∞.∞)∞         | V(3.∞)3      | V(∞.4)4       | V(3.∞)3        | V∞             | V(4.∞.4)2        | V3.3.∞.3.∞  |

|                   |                  |                  |                  |                   |                  |                 |
|                   |                  |                  |                  |                   |                  |                 |
|                   |                  |                  |                  |                   |                  |                 |
| (∞,∞,∞) h{∞,∞}    | r(∞,∞,∞) h2{∞,∞} | (∞,∞,∞) h{∞,∞}   | r(∞,∞,∞) h2{∞,∞} | (∞,∞,∞) h{∞,∞}    | r(∞,∞,∞) r{∞,∞}  | t(∞,∞,∞) t{∞,∞} |
| Pavări duale      |                  |                  |                  |                   |                  |                 |
|                   |                  |                  |                  |                   |                  |                 |
| V∞                | V∞.∞.∞.∞         | V∞               | V∞.∞.∞.∞         | V∞                | V∞.∞.∞.∞         | V∞.∞.∞          |
| Alternări         |                  |                  |                  |                   |                  |                 |
| [(1+,∞,∞,∞)] (*∞) | [∞+,∞,∞)] (∞*∞)  | [∞,1+,∞,∞)] (*∞) | [∞,∞+,∞)] (∞*∞)  | [(∞,∞,∞,1+)] (*∞) | [(∞,∞,∞+)] (∞*∞) | [∞,∞,∞)]+ (∞)   |
|                   |                  |                  |                  |                   |                  |                 |
|                   |                  |                  |                  |                   |                  |                 |
| Duale alternate   |                  |                  |                  |                   |                  |                 |
|                   |                  |                  |                  |                   |                  |                 |
| V(∞.∞)∞           | V(∞.4)4          | V(∞.∞)∞          | V(∞.4)4          | V(∞.∞)∞           | V(∞.4)4          | V3.∞.3.∞.3.∞    |